# LeMans (videogioco 1982)
LeMans è un videogioco di corse automobilistiche pubblicato nel 1982 per Commodore 64. Il titolo si riferisce alla 24 Ore di Le Mans e viene a volte riportato come Le Mans o Lemans dalle fonti secondarie; LeMans è il nome utilizzato nel manuale originale.
Si tratta di un rifacimento con qualche variante di uno dei primi giochi arcade di corse, Monaco GP o Pro Monaco GP (1979).
LeMans originale era su cartuccia e richiede l'uso della paddle, esistono versioni che consentono l'uso del joystick ma sono hack.

## Modalità di gioco
La visuale è dall'alto e lo sfondo è a scorrimento verso l'alto. La vettura controllata dal giocatore si muove orizzontalmente sullo schermo, tenendo premuto il pulsante di fuoco si accelera e rilasciandolo si rallenta.
Lungo il percorso si incontrano infinite altre vetture, alcune procedono sempre dritte e altre a zig-zag, ma tutte alla stessa velocità, inferiore alla velocità massima del giocatore.
Periodicamente si incontrano anche tratti di strada più difficoltosa:
- ghiaccio - rende lo sterzo meno sensibile;
- notte - sono visibili soltanto la piccola zona illuminata dai propri fari e le luci posteriori delle vetture avversarie;
- esses - curve a zig-zag (il percorso è altrimenti sempre rettilineo);
- strada a due carreggiate - unico tipo di tratto per il quale appare un avviso poco prima, la strada si divide in due strette carreggiate non comunicanti.

Se ci si scontra con un'altra vettura o si esce totalmente di strada, l'auto viene avvolta dal fumo e deve automaticamente accostare e fermarsi un istante alla corsia pit che compare a sinistra, perdendo tempo prezioso. Si può uscire un poco di strada, sulla banchina, senza subire danni, ma si perde velocità.
Il punteggio aumenta in proporzione alla strada percorsa, inoltre superare 10 vetture di fila fa ottenere un bonus (una serie di sagome sulla destra tiene il conto delle auto superate). Il percorso è infinito e lo scopo del gioco è soltanto accumulare punteggio prima che scada il tempo; ogni 20000 punti si ottiene un prolungamento del tempo.